# Spartaeus platnicki
Spartaeus platnicki is een spinnensoort in de taxonomische indeling van de springspinnen (Salticidae).
Het dier behoort tot het geslacht Spartaeus. De wetenschappelijke naam van de soort werd voor het eerst geldig gepubliceerd in 1991 door Da-xiang Song, Jun Chen & Gong.